# ジョン・フィッツジェラルド・ケネディ・ジュニア
ジョン・フィッツジェラルド・ケネディ・ジュニア（John Fitzgerald Kennedy, Jr., 1960年11月25日 - 1999年7月16日）は、アメリカ合衆国の弁護士（法務博士）、法律家、雑誌発行人。
第35代アメリカ合衆国大統領ジョン・F・ケネディとジャクリーン夫人の長男（第二子）。愛称はジョン・ジョン (John John)。一般にはJFKジュニア (JFK Jr.) と呼ばれていた。

## プロフィール

### 生い立ち

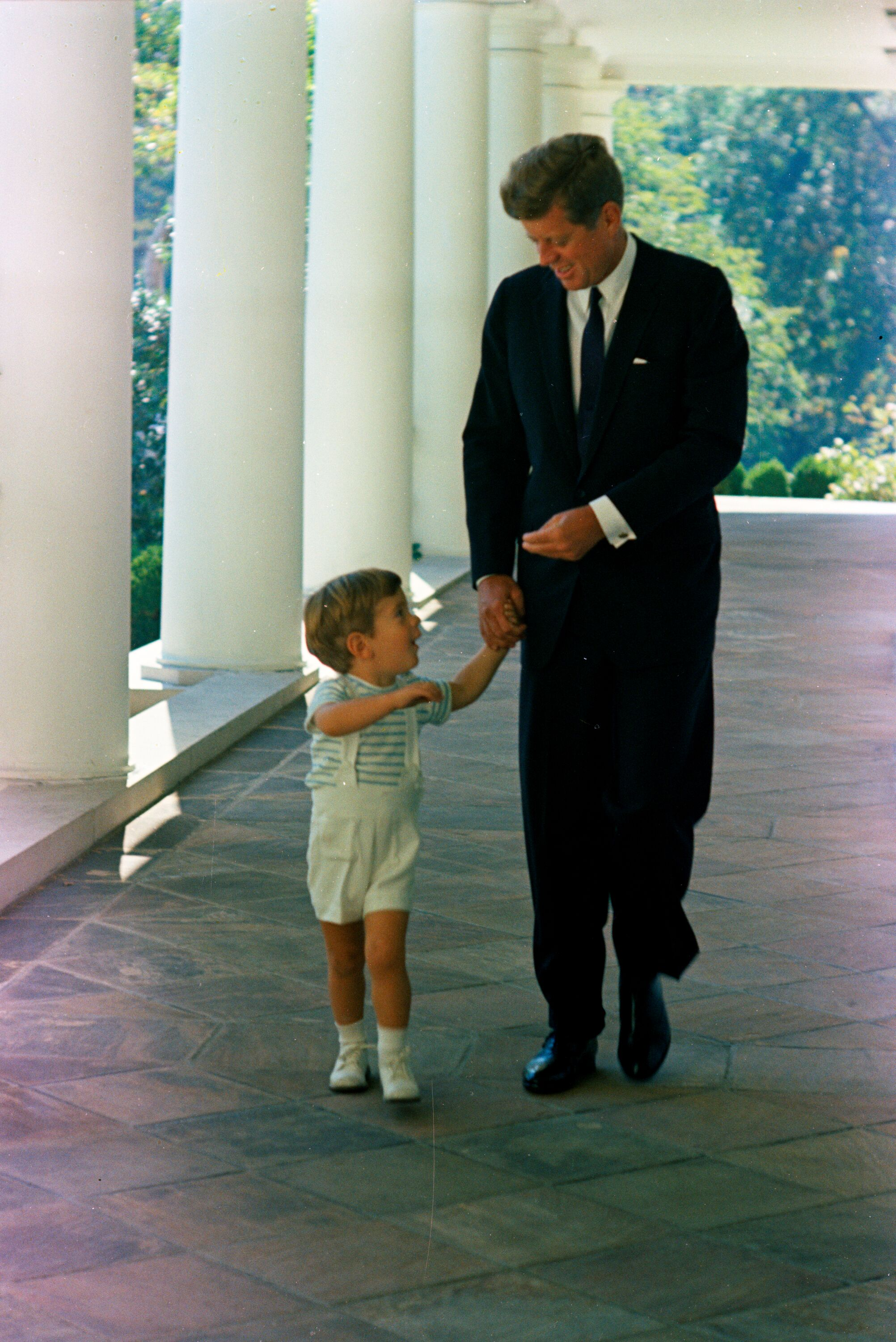
ホワイトハウスにて（1963年10月10日）

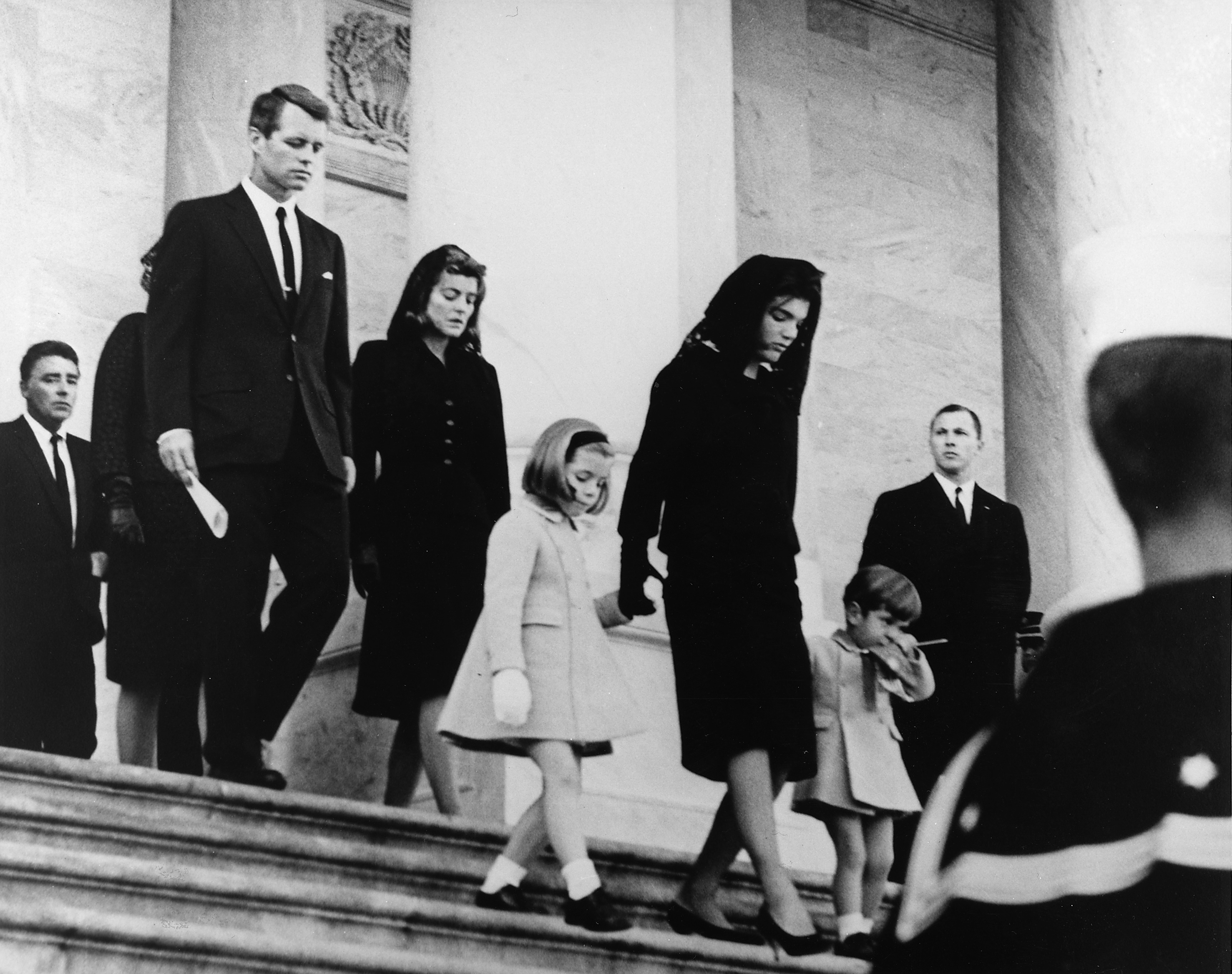
父親の葬儀時（1963年11月25日）

JFKジュニアがワシントンD.C.で誕生したのは、上院議員であった父が大統領に就任する直前であり、出生前からマスコミとアメリカ国民の衆目を集める存在だった。父親の大統領就任後にホワイトハウスに引っ越しその後3年間を過ごした。父親の大統領就任時にホワイトハウスやハイアニスポートの別荘などで、家族とともに撮られた公式写真が多数残っている。
1963年11月22日にケネディ大統領暗殺事件が起こり、その国葬が行われた11月25日はJFKジュニアの3歳の誕生日だった。目前で曳かれゆく父の棺に対し幼い彼が挙手の敬礼をした姿が当時報じられた。

### 幼年期
父親の死後、母と姉のキャロラインとともにJFKジュニアはニューヨーク市に移り、マンハッタンの高級住宅街のアッパー・イースト・サイドで幼年時代を過ごした。
1968年、JFKジュニアが7歳のとき、母はギリシャの海運王で大富豪として知られるアリストテレス・オナシスと再婚し、この結婚は1975年のオナシスの死まで続いた。しかし、オナシスはJFKジュニアの人格形成に大きな影響を及ぼすことはなかったといわれる。なおJFKジュニアはこの少年時代にアフリカ奥地で遭難しマサイ族に救助されるという経験をしている。

### 教育
JFKジュニアはマサチューセッツ州の名門校P.A. アンドーヴァーで教育を受け、ブラウン大学に進学した。ブラウン大学においてケネディは「ファイ・カッパ・サイ」(ΦΚΨ)」のメンバーに名を連ねている。1989年にはニューヨーク大学・ロー・スクールより法律学の学位を受けている。

### 法律家と雑誌発行人
JFKジュニアは1988年にマイケル・デュカキスを民主党大統領候補に指名した党全国大会で演説したのをきっかけに、次第に将来の大統領候補としてその名が取り沙汰されるようになっていった。
その傍らニューヨーク州地方検事補を1989年から1993年まで務めた。また地方検事補を退任した後の1995年には、政治とライフスタイルを扱った高級誌『ジョージ（George）』（アシェット・フィリパッキ・メディア社発行）を創刊。また同誌の発行人を務めた。なお同誌は死後の2001年に廃刊となっている。

### セレブリティ
1980年代から1999年7月の死に至るまで、JFKジュニアはセレブリティの一人としてマスコミの寵児だった。1988年には『ピープル』誌が選ぶ「世界で最もセクシーな男」のひとりにもなっている。
実際JFKジュニアの女性遍歴は多彩を極め、女優のダリル・ハナとは同居を含めた数年越しの交際があり、またサラ・ジェシカ・パーカーやマドンナとも一時交際していたことが知られている。1996年9月に、カルバン・クラインの広報担当だったキャロリン・ベセットと結婚した。

### 死去

#### 墜落

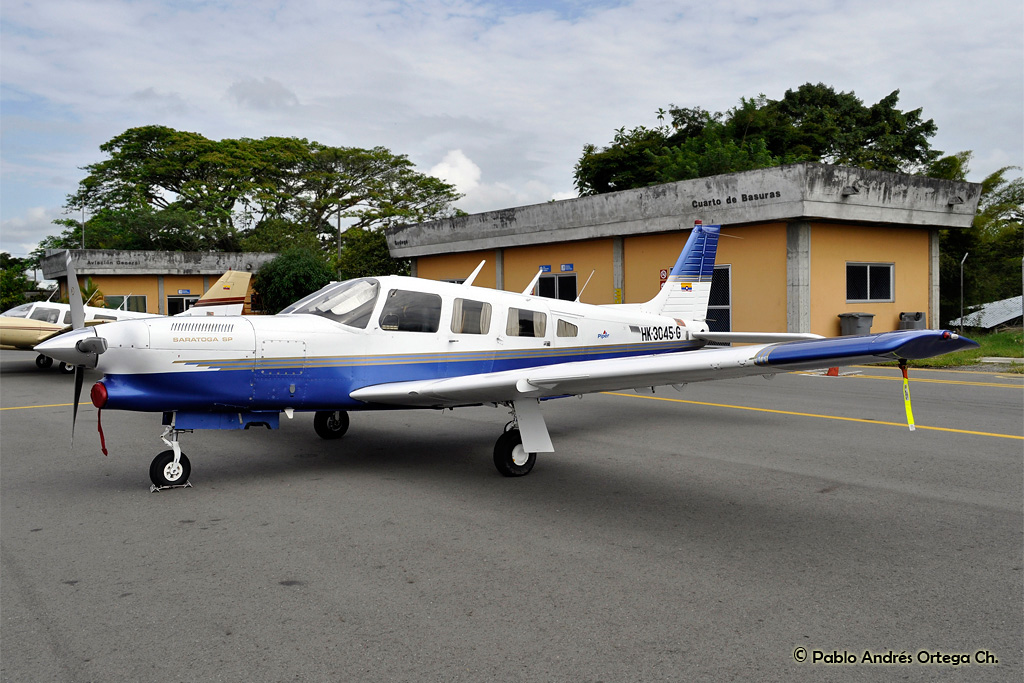
パイパー・サラトガの同型機

1999年7月16日、JFKジュニアは小型飛行機「パイパー・サラトガ」を操縦し、アメリカ東部のニュージャージー州フェアフィールドのエセックス郡空港から、一家の別荘があるマサチューセッツ州マーサズ・ヴィニヤード島へ向かう途中、ロングアイランド沖の海上で消息を絶った。
小型機の捜索としては例のない大規模な捜索が消息を絶った周辺の海域で行われた結果、20日にマーサズ・ヴィニヤード島南西沖約12キロの海底で、妻とその姉ローレン・ベセットと共に、遺体が発見された。沿岸警備隊の発表によると、機体は胴体部分が水深約35メートルの海底に横たわり、中から3人の遺体が見つかったという。
JFKジュニアは、従妹のロリー・キャサリン・ケネディの結婚式に参列するためその会場に赴くところだったが、この事故によって挙式は延期された。事故の起きた海はケネディ家の別荘のある高級住宅地のハイアニスポートの近くで、ケネディ大統領がこよなく愛し、大統領としての疲れをいやすためたびたび訪れた場所だった。

#### 事故原因
なおJFKジュニアは上記のように注目を浴びる存在であった上に、政治面からも注目される対象であったことから、事件（暗殺やテロなど）と事故の両面で調査が行われ、アメリカ連邦捜査局（FBI）と国家運輸安全委員会の両方で調査が行われた。しかし調査の結果機体残骸に爆発した痕跡や攻撃を受けた痕跡が無かったため、事件性はないとの結論に達した。また事故調査の結果、機体、システム、航空電子機器、エンジンなどには機械的異常の証拠が見出されなかった。
操縦していた「パイパー・サラトガ」は、高性能である反面、機体制御が難しいとみなされている機種で、しかもJFKジュニアはパイロットとしての経験をあまり積んでいるとはいえなかった。飛行時間は310時間で、そのうち夜間飛行は55時間、高性能機での飛行経験は36時間で、計器飛行訓練については規定の半分の訓練時間しか積んでいなかった。またJFKジュニアはこの事故の前にハンググライダーの事故で足にけがをしており、久しぶりの単独飛行であった。さらにこの事故の直前、JFKジュニアのフライトインストラクターが同行を申し出ていたものの、JFKジュニアが断ったという。それも事故を防げなかった一因とされている。
最終的に事故の原因は、空港への着陸に向けて降下した際に経験不足から空間識失調（操縦者が夜間に海上に降下していくとき空間的な方向感覚を失うこと）になり、機体の姿勢が乱れ制御が維持出来なくなったためと結論付けられた。